# Stanisław Lem
Stanisław Herman Lem (født 12. september 1921 i Lviv, død 27. marts 2006 i Kraków) var en polsk forfatter, digter, filosof og futurolog.
Han er mest kendt for sine science fiction-romaner, der er oversat til 41 sprog og solgt i 27 millioner eksemplarer.

### Lem på dansk
- Solaris (Solaris, 1961)
- Fremtidskongressen (Kongres futurologiczny, 1971)
- Hvordan verden blev reddet (Jak ocalał świat, ?)